# Pelochyta joseensis
Pelochyta joseensis är en fjärilsart som beskrevs av Embrik Strand 1921. Pelochyta joseensis ingår i släktet Pelochyta och familjen björnspinnare. Inga underarter finns listade i Catalogue of Life.